# قادربخش
قادربخش (انگلیسی: Qadir Bakhsh؛ ۱۹۴۵ – ۲۰۰۸) بازیکن فوتبال اهل پاکستان بود.
از باشگاه‌هایی که در آن بازی کرده است می‌توان به باشگاه ورزشی محمدان (داکا) اشاره کرد.
وی همچنین در تیم ملی فوتبال پاکستان بازی کرده است.